# 燕翼围
24°38′14″N 114°37′45″E / 24.63722°N 114.62917°E
燕翼围位于中国江西省赣州市龙南市杨村镇杨村圩鲤鱼寨下，于2001年被列为全国重点文物保护单位。
燕翼围由赖福之于清顺治七年（1650年）动工兴建，康熙十六年（1677年）竣工。平面呈长方形，长41.5米，宽31.8米，占地面积1367.6平方米，建筑面积3741.12米。围墙高14.3米。